# Lepidoscioptera
Lepidoscioptera är ett släkte av fjärilar. Lepidoscioptera ingår i familjen säckspinnare.
Kladogram enligt Catalogue of Life:
| Lepidoscioptera | \| \| Lepidoscioptera plumigerella \| \| \| \| \| \| Lepidoscioptera plumistrella \| \| \| \| |
|                 | \| \| Lepidoscioptera plumigerella \| \| \| \| \| \| Lepidoscioptera plumistrella \| \| \| \| |
|                 | Lepidoscioptera plumigerella                                                                  |
|                 |                                                                                               |
|                 | Lepidoscioptera plumistrella                                                                  |
|                 |                                                                                               |